# Gliwice
Gliwice, pronuncia  /ɡlʲiˈvʲit͡sɛ/ (in slesiano Glajwic o Glywicy, in tedesco Gleiwitz, in latino Glivitium) è una città polacca industriale nel sud Polonia, nella regione della Slesia (in polacco Śląsk), con 196167 abitanti (2009) e che sorge sulle sponde del fiume Kłodnica, circa a 20 km ovest da Katowice. Precedentemente situata nel voivodato di Katowice negli anni 1975-1998, attualmente Gliwice rientra nel voivodato della Slesia dal 1999.
Gliwice è uno dei principali centri dell'Unione Metropolitana dell'Alta Slesia, il più grande agglomerato urbano legalmente riconosciuto in Polonia, all'interno della conurbazione dell'area urbana di Katowice che conta 2.764.971 abitanti.. È inclusa anche nel GOP (Górnośląski Okręg Przemysłowy), vasta area industriale che fa capo alla città di Katowice.

## Storia

### Tardo Medioevo
Gliwice viene menzionata come città per la prima volta in un documento risalente al 1276 e venne governata per tutto il tardo medioevo dalla dinastia dei Piast di Slesia. In seguito divenne dominio della corona di Boemia nel 1335, passando insieme a tutto il Regno di Boemia all'interno dell'impero austriaco degli Asburgo nel 1526.

### Inizio dell'Era Moderna

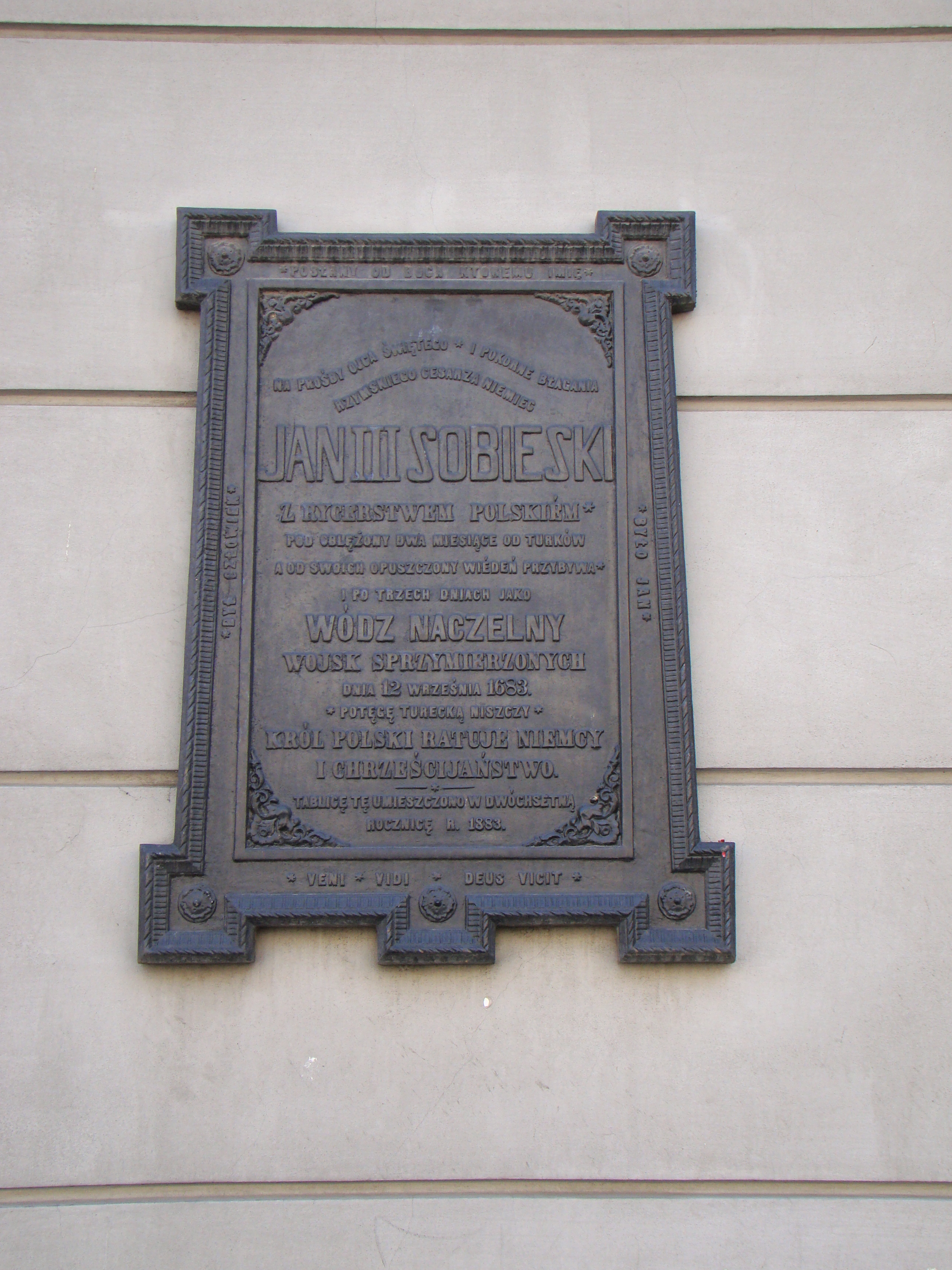
Targa commemorativa della visita del re di Polonia Giovanni III Sobieski nel 1683

A causa delle enormi spese attuate della monarchia asburgica nel XVI secolo per le guerre contro l'impero ottomano, Gliwice fu data in affitto a Friedrich Zettritz per un ammontare di 14.000 talleri. Sebbene il prestito originale fosse per un periodo di 18 anni, nel 1580 fu rinnovato per 10 anni e nel 1589 per ulteriori 18 anni. Nel 1683, il re di Polonia Giovanni III Sobieski visitò la città. Venne conquistata dai prussiani nel 1740 durante la Guerra di Successione austriaca e riconfermata alla Prussia definitivamente nel 1763 al termine della Guerra dei sette anni. Occupata da Napoleone nel 1807 durante l'invasione della Prussia, venne occupata in seguito dai russi nella primavera del 1813 durante la campagna di liberazione contro i francesi. Al Congresso di Vienna del 1814 - 1815 venne riconfermata alla Prussia, mentre i territori polacchi limitrofi (acquisiti dalla Prussia nel 1794 al termine della Terza spartizione della Polonia vennero assegnati alla Russia (distretti di Varsavia, di Łódź e di Lublino) ed all'Austria (distretti di Cracovia e di Przemyśl). Durante il corso del XIX secolo, grazie alle numerose miniere di carbone, la città e tutto il distretto limitrofo venne pesantemente industrializzata. Al termine della prima guerra mondiale, la regione della Slesia fu sottoposta ad un plebiscito ed una piccola porzione dell'Alta Slesia venne assegnata alla Polonia, cosicché Gleiwitz si trovò ad essere a pochi chilometri dal nuovo confine con il neonato Stato polacco. Durante gli anni della Repubblica di Weimar numerosi furono gli incidenti tra la popolazione tedesca e la minoranza polacca.

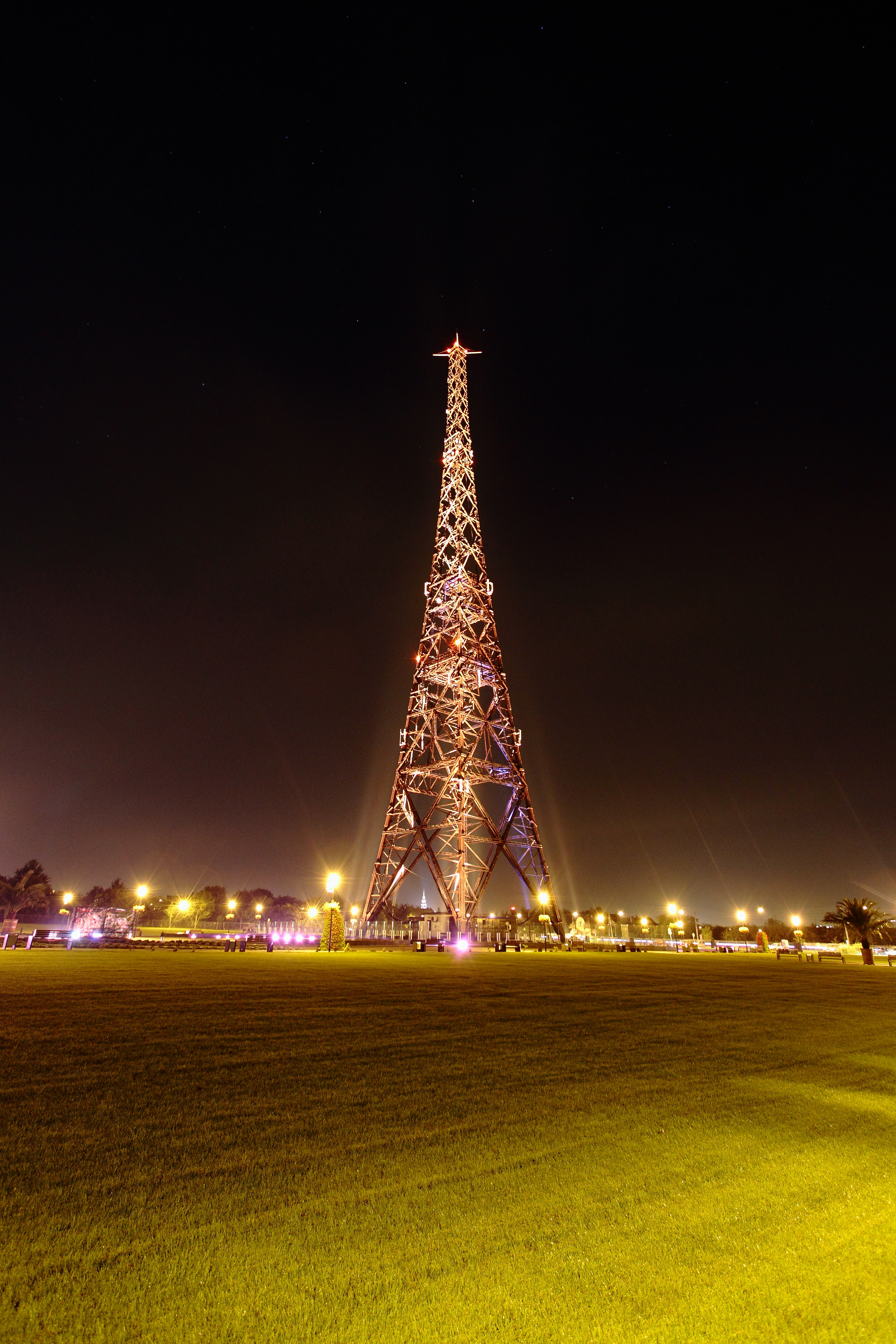
L'antenna della stazione radio di Gliwice

Il 31 agosto 1939, una messinscena orchestrata dai nazisti alla stazione radio della città ("Incidente di Gleiwitz") costituì il pretesto per lo scatenamento della seconda guerra mondiale. Conquistata dai sovietici nel febbraio 1945, nello stesso anno venne assegnata alla Polonia assieme a quasi tutta la Slesia durante la Conferenza di Potsdam.
Gliwice è stata la sede di uno dei 45 sottocampi del campo di concentramento di Auschwitz.

## Monumenti e luoghi d'interesse
- Castello di Piast (Zamek Piastowski)
- Plazza del Mercato (Rynek w Gliwicach)
  - Municipio (Ratusz w Gliwicach)
  - Fontana di Nettuno
- Cattedrale dei Santi Apostoli Pietro e Paolo (Katedra Świętych Apostołów Piotra i Pawła)
- Chiesa dell'Esaltazione della Santa Croce (Kościół Podwyższenia Krzyża Świętego), uno dei fondatori fu il re di Polonia Giovanni III Sobieski
- Mura medievali
- Chiesa di San Bartolomeo (Kościół św. Bartłomieja)
- Chiesa di Ognissanti (Kościół Wszystkich Świętych)
- Torre radio di Gliwice (Radiostacja gliwicka)
- Villa Caro, ora il Museo di Gliwice
- Chiesa della Santissima Trinità (Kościół Trójcy Świętej)
- Chiesa di Santa Barbara (Kościół św. Barbary)
- Posta principale (Poczta główna)
- Tribunale distrettuale (Sąd Rejonowy)
- Chimica rossa (Czerwona chemia) - facoltà di chimica del Politecnico della Slesia

## Cultura

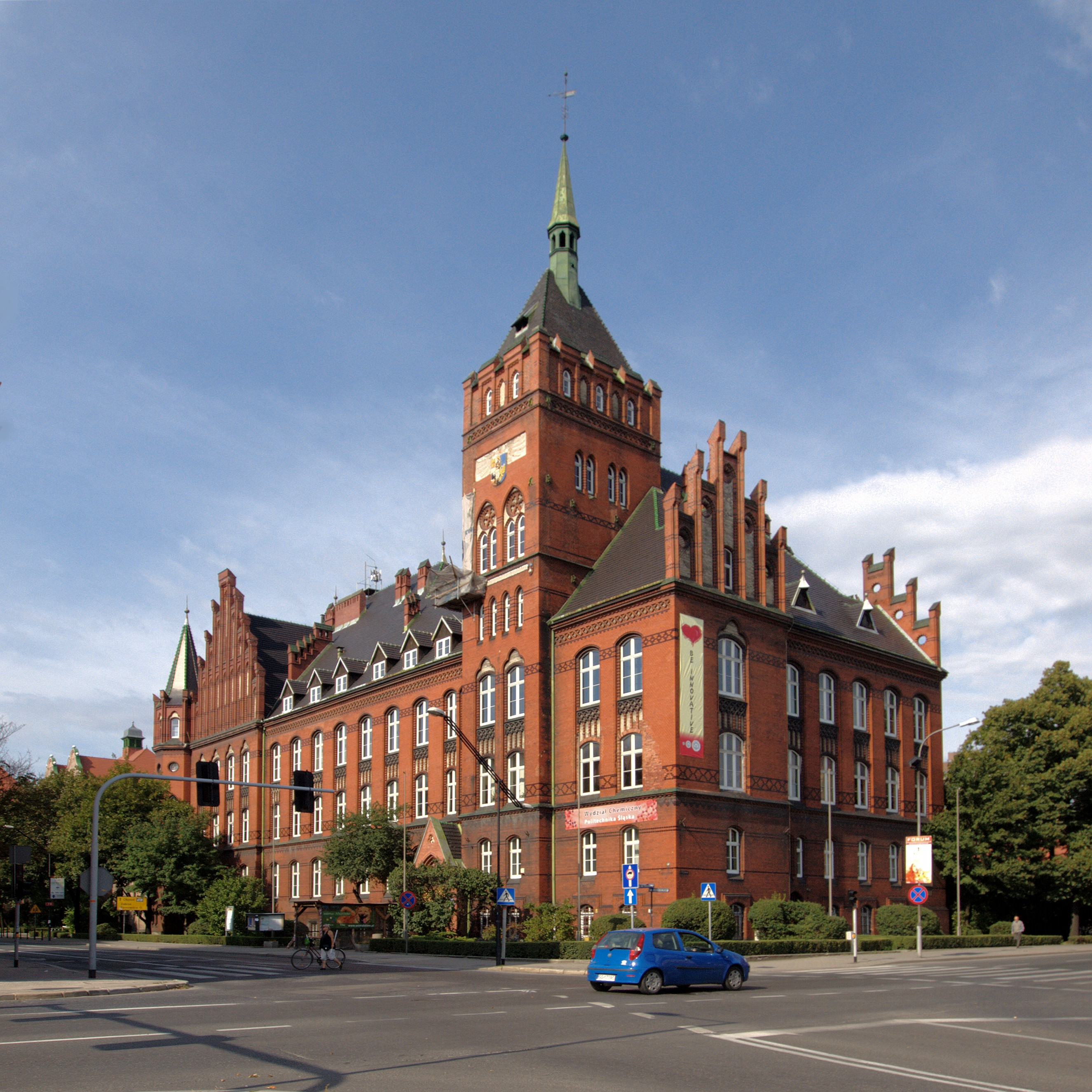
Politecnico della Slesia, facoltà di chimica

A Gliwice ha sede il Politecnico della Slesia.

## Sport
La squadra di calcio principale della città è il Gliwicki Klub Sportowy Piast, campione della Polonia nel 2019, vice-campione della Polonia nel 2016 e finalista della Coppa di Polonia nel 1978 e nel 1983. I giocatori del club erano Kamil Glik (già difensore del Monaco) e Radosław Murawski (già centrocampista del Palermo).

## Amministrazione

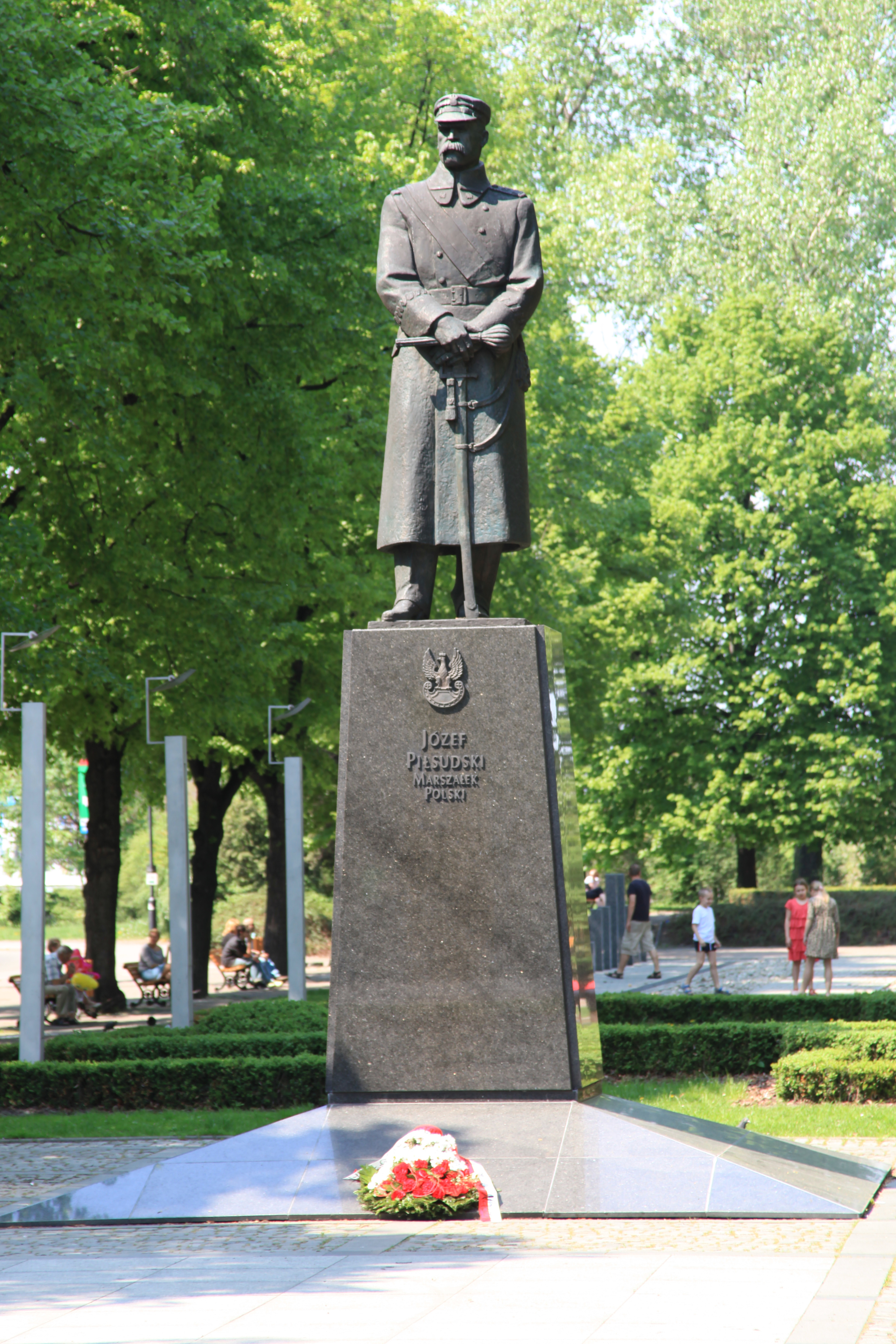
Monumento a Józef Piłsudski

### Gemellaggi
Gliwice è gemellata con:
- Bottrop, dal 2007 (dal 10 luglio 2004 Accordo di Cooperazione)[5]
- Dessau, dal 1992
- Doncaster, dal 1979
- Kežmarok, dal 2001
- Nacka, dal 1990
- Salgótarján, dal 1991
- Valenciennes, dal 1989